# Nimiq
Die Nimiq-Satelliten sind kanadische, geostationäre Telekommunikationssatelliten und werden von dem Anbieter für Satellitenfernsehen Bell ExpressVu benutzt. Betreiber der Satelliten ist das kanadische Unternehmen Telesat Canada. Nimiq ist ein Wort aus der Sprache der Inuit und steht für eine Sache oder eine Kraft, die Dinge aneinander bindet. Der Name wurde aus über 36000 Einsendungen im Rahmen eines Wettbewerbes im Jahre 1998 ermittelt.

## Nimiq 1 und 2
Nimiq 1 wurde am 20. Mai 1999 mit einer Proton-K/Block-DM-3-Rakete vom Kosmodrom Baikonur in Kasachstan gestartet. Er war der erste kanadische Satellit für direkte, digitale TV-Übertragung. Bezahlt wurde er von Telesat, einem Tochterunternehmen von Bell Canada Enterprises. Inzwischen wird der Satellit von Arabsat auf 44,5° Ost genutzt, allerdings keine regulären Programme übertragen.
Nimiq 2 wurde am 30. Dezember 2002 gestartet und transportiert 2 K-Band-Transponder. Nimiq 2 bietet mehr Bandbreite für HDTV und interaktive TV-Applikationen. Am 20. Februar 2003 kam es an Bord von Nimiq 2 zu einem teilweisen Stromausfall, deshalb können nur noch 26 seiner 32 Ku-Band-Transponder mit ausreichend Energie versorgt werden.

### Technische Daten
- Hersteller: Lockheed Martin
- Modell: Lockheed Martin A2100AX
- Gewicht: 3600 kg
- Abmessungen: 5,8 × 2,4 × 2,4 m und 27 m² Solarpanel
- Gleichstromversorgung: 120 W
- Angepeilte Lebensdauer: 12 Jahre
- Transponder: 32

## Nimiq 3 und 4i
Nimiq 3 und Nimiq 4i wurden durch DirecTV von Bell ExpressVu  gemietet als sie sich schon im Orbit befanden. Diese beiden, ursprünglich DirectTV3 und DirectTV2 genannten, Hughes HS-601 Modelle wurden im Orbit reaktiviert um die Arbeitslast von Nimiq 2 und Nimiq 1 zu vermindern. Sie nahmen 2004 und 2006 ihren Dienst auf.

### Technische Daten
- Hersteller: Hughes
- Modell: HS-601
- Gewicht: 2860 kg
- Angepeilte Lebensdauer: 12 Jahre
- Transponder: 16

## Nimiq 4
Nimiq 4 wurde am 19. September 2008 an Bord einer Proton/Bris-M-Rakete vom Kosmodrom Baikonur in Kasachstan gestartet und versorgt von der Position 82°W aus den amerikanischen Kontinent, vor allem Kanada.

### Technische Daten
- Hersteller: Astrium
- Modell: Astrium E3000
- Gewicht: 4850 kg
- Abmessungen: 39 m² Solarpanel
- Energieversorgung: 12 kW am Ende der Lebensdauer
- Angepeilte Lebensdauer: 15 Jahre
- Transponder: 32 Ku, 8 Ka

## Nimiq 5
Der Satellit Nimiq 5 wurde von Space Systems/Loral gefertigt. Sein Start erfolgte am 17. September 2009, 19:19 UTC vom Kosmodrom Baikonur in Kasachstan mit einer Proton M/Bris M, von welcher sich der Satellit nach neun Stunden und 15 Minuten trennte. Er wurde auf einer Position von 72,7° West stationiert und soll Nordamerika mit Satellitenfernsehprogrammen versorgen. Die Kapazitäten werden sowohl von Bell TV als auch von Dish Network genutzt werden. Der Satellit ist im Orbit etwa 4745 kg schwer, basiert auf dem SS/L-1300-Satellitenbus, trägt 32 Ku-Band-Transponder und besitzt eine geplante Lebensdauer von mehr als 15 Jahren.

## Nimiq 6
Nimiq 6 wurde im Dezember 2009 in Auftrag gegeben und startete am 17. Mai 2012.